# Valsarna Speedway
Valsarna Hagfors właśc. Hagfors Speedwayklubb – żużlowy klub z Hagfors w Szwecji

## Skład na sezon 2009
- Robert Eriksson
- Krzysztof Jabłoński
- Daniel Davidsson
- Robin Aspegren
- Robin Törnqvist
- Sebastian Aldén
- Anders Mellgren
- Peter Ljung
- Thomas Jonasson
- Kauko Nieminen
- Anders Mellgren
- Krister Jacobsen
- Ted Hagansbo
- Mattias Persson

## Skład na sezon 2010
- Tomasz Gapiński
- Henrik Gustafsson
- Krzysztof Jabłoński
- Matěj Kůs
- Grigorij Łaguta
- Anders Mellgren
- Daniel Nermark
- Roman Poważny
- Krzysztof Słaboń
- Sebastian Ułamek